# Philip Kaufman
Philip Kaufman (Chicago, 23 de outubro de 1936) é um diretor, produtor e roteirista estadunidense de cinema.
Em alguns filmes assina simplesmente Phil Kaufman.

## Filmografia
- 1964 - Goldstein (co-diretor e roteirista com Benjamin Manaster)
- 1967 - Fearless Frank (diretor/roteirista)
- 1972 - The Great Northfield Minnesota Raid (diretor/roteirista)
- 1974 - The White Dawn (diretor)
- 1976 - The Outlaw Josey Wales (roteirista com Sonia Chernus)
- 1978 - Invasion of the Body Snatchers (diretor)
- 1979 - The Wanderers (diretor e roteirista com Rose Kaufman)
- 1981 - Raiders of the Lost Ark (criação com George Lucas)
- 1983 - The Right Stuff (diretor/roteirista)
- 1988 - The Unbearable Lightness of Being (diretor/roteirista)
- 1990 - Henry & June (diretor e roteirista com Rose Kaufman)
- 1993 - Sol Nascente (diretor e roteirista com Michael Crichton e Michael Backes)
- 2000 - Quills (diretor)
- 2004 - Twisted (diretor)
- 2012 - Hemingway & Gellhorn (diretor)

## Principais prêmios e indicações
Oscar da Academia (1989)
- Indicado na categoria de Melhor roteiro adaptado — The Unbearable Lightness of Being (com Jean-Claude Carrière).

Prêmio Saturno da Academia de Filmes de Ficção Científica, Fantasia e Terror (1979)
- Vencedor na categoria de Melhor diretor — Invasion of the Body Snatchers

BAFTA
- Vencedor na categoria de Melhor roteiro adaptado — The Unbearable Lightness of Being (com Jean-Claude Carrière).

Fita Azul 1985
- Vencedor na categoria de Melhor filme em língua estrangeira — The Right Stuff.